# Abdère (mythologie)
Pour les articles homonymes, voir Abdère.
Dans la mythologie grecque, Abdère ou Abdéros (en grec ancien Ἄϐδηρος / Ábdēros) est un écuyer et compagnon d'Héraclès. Il est aussi parfois présenté comme son amant.
L’identité de ses parents varie selon les auteurs. Il est généralement considéré comme le fils d'Hermès. Le péan aux Abdéritains de Pindare commence par « Fils de la Naïade Thronia et de Poséidon, Abdéros à la cuirasse d’airain, c’est toi que j’invoquerai d’abord ».
Il meurt tué par les juments de Diomède. En sa mémoire, Héraclès fonde la ville d'Abdère en Thrace,.